# Gracijela
Gracijela je žensko osebno ime.

## Izvor imena
Ime Gracijela je različica imena Gracija.

## Pogostost imena
Po podatkih Statističnega urada Republike Slovenije je bilo na dan 31. decembra 2007 v Sloveniji število ženskih oseb z imenom Gracijela: 86.

## Osebni praznik
V koledarju je ime Gracijela skupaj z Gracijo.